# Teucrium
Teucrium este un gen de plante din familia  Lamiaceae.

## Specii
Cuprinde circa 110 specii.